# Gunung Ladang Bemen
Gunung Ladang Bemen är ett berg i Indonesien.   Det ligger i provinsen Aceh, i den västra delen av landet, 1 600 km nordväst om huvudstaden Jakarta. Toppen på Gunung Ladang Bemen är 2 316 meter över havet, eller 170 meter över den omgivande terrängen. Bredden vid basen är 2,2 km.
Terrängen runt Gunung Ladang Bemen är varierad.Runt Gunung Ladang Bemen är det glesbefolkat, med 15 invånare per kvadratkilometer. I omgivningarna runt Gunung Ladang Bemen växer i huvudsak städsegrön lövskog.